# ゴンダール
ゴンダール （アムハラ語：ጎንደር、英語：Gondar）は、エチオピアのアムハラ州にある都市。エチオピア高原の上の標高2250メートル地点、タナ湖の北に位置する。2023年の人口は48万7224人。1632年から1855年にかけて、エチオピア帝国の首都であった。
エチオピア最初の定住首都としてファシラダス帝により建設される。地形に対応してさまざまな住区が広がり、ソロモン朝ゴンダール期に建設された3つの王宮群が現存する。その中でも最大級の王宮群であるファジル・ゲビには歴代の皇帝が建設した6つの宮殿や12か所の城門が残されている。それらは、1979年にユネスコの世界遺産に登録された。ゴンダルとも称される。

## 歴史
1630年に皇帝に即位したファシラダスが、新たな都の造営事業を開始したのがゴンダールの始まりである。
1632年、ポルトガル人やインド人工匠の参加を得て、王宮ファジル・ゲビの建設が始まった。
1682年～1706年のイヤス1世の時代に最盛期を迎えた。このころ、エチオピア人の工匠が独自に造営工事ができるまでになった。このようして生まれたゴンダールは、ヨーロッパの王宮都市とは大きく様相を異にし、王宮群の周囲に諸侯を集めながらも、その軍営がそのまま居住区に発展した。加えて、民族による棲み分けが基本とされ、低地にはムスリムの居住区、町外の谷間にはユダヤ人（ファラシャ）の居住区といった具合に全体として分散した街並みを形成した。
18世紀中期には地震や紛争が続いたことで衰退が始まる。
1855年に皇帝テウォドロス2世がデブラ・マルコスに遷都することで帝都の地位を失い、皇帝勢力からの2度にわたる攻撃、スーダンのマハディストの略奪で多くの住民が街を去った。
1936年から1941年のイタリア占領期には、イタリア領東アフリカ帝国アムハラ州の州都としてコロニアルな都市計画が実施に移され、市街北部を中心にイタリア人居住用の新市街が建設された。
1974年に発生したエチオピア革命とその後の社会主義政権時にはゴンダールの発展は停滞した。
1979年、ファジル・ゲビが世界遺産に登録された。
1991年の社会主義政権崩壊後、農村部からの人口流入が著しく、またスーダンからの石油輸入路の中継地として発展が見込まれた。
2000年より中心部の歴史的街区の保護と周縁部の新市街地整備を骨子としたマスタープラン改訂事業が行われ、慶應義塾大学がアジスアベバ大学と共同してその作業を担当した。世界遺産とスラムが混在する街並みについて新たな歴史環境保護の整備指針が議論されている。現在はエチオピアを代表する観光地として知られる。

## 人口
- 1984年5月9日：8万886人
- 1994年10月11日：11万2249人
- 2007年5月28日：20万7044人
- 2015年7月1日：32万3900人

## 気候
| ゴンダールの気候                         | ゴンダールの気候 | ゴンダールの気候 | ゴンダールの気候 | ゴンダールの気候 | ゴンダールの気候 | ゴンダールの気候 | ゴンダールの気候 | ゴンダールの気候 | ゴンダールの気候 | ゴンダールの気候 | ゴンダールの気候 | ゴンダールの気候 | ゴンダールの気候 |
| 月                                       | 1月              | 2月              | 3月              | 4月              | 5月              | 6月              | 7月              | 8月              | 9月              | 10月             | 11月             | 12月             | 年               |
| ---------------------------------------- | ---------------- | ---------------- | ---------------- | ---------------- | ---------------- | ---------------- | ---------------- | ---------------- | ---------------- | ---------------- | ---------------- | ---------------- | ---------------- |
| 平均最高気温 °C （°F）                   | 27.3 (81.1)      | 28.3 (82.9)      | 29.4 (84.9)      | 29.7 (85.5)      | 28.3 (82.9)      | 25.4 (77.7)      | 22.7 (72.9)      | 22.7 (72.9)      | 24.6 (76.3)      | 25.8 (78.4)      | 26.0 (78.8)      | 26.4 (79.5)      | 26.38 (79.48)    |
| 日平均気温 °C （°F）                     | 18.8 (65.8)      | 20.0 (68)        | 21.5 (70.7)      | 22.0 (71.6)      | 21.2 (70.2)      | 19.3 (66.7)      | 17.7 (63.9)      | 17.6 (63.7)      | 18.3 (64.9)      | 18.6 (65.5)      | 18.5 (65.3)      | 18.1 (64.6)      | 19.3 (66.74)     |
| 平均最低気温 °C （°F）                   | 10.3 (50.5)      | 11.8 (53.2)      | 13.7 (56.7)      | 14.3 (57.7)      | 14.1 (57.4)      | 13.2 (55.8)      | 12.8 (55)        | 12.5 (54.5)      | 12.0 (53.6)      | 11.5 (52.7)      | 11.0 (51.8)      | 9.8 (49.6)       | 12.25 (54.04)    |
| 降水量 mm （inch）                       | 4 (0.16)         | 6 (0.24)         | 18 (0.71)        | 40 (1.57)        | 88 (3.46)        | 158 (6.22)       | 328 (12.91)      | 307 (12.09)      | 117 (4.61)       | 47 (1.85)        | 26 (1.02)        | 12 (0.47)        | 1,151 (45.31)    |
| 出典：Climate-Data.org (altitude: 2226m) |                  |                  |                  |                  |                  |                  |                  |                  |                  |                  |                  |                  |                  |

## 関連作品
- みなみ ななみ『ゴンダールのやさしい光』自由國民社 2001/10